# Fermín Trujillo Fuentes
Fermín Trujillo Fuentes (Ures, Sonora; 18 de septiembre de 1966) es un político mexicano, miembro del Partido Nueva Alianza, del que es Presidente en Sonora.
Fermín Trujillo Fuentes es Licenciado en Educación con especialidad en Ciencias Naturales egresado de la Escuela Normal Superior de Hermosillo, tiene además una Maestría en Pedagogía por la Escuela Normal Superior de Tepic, Nayarit; desde de 1985 hasta 2008 fue miembro del Partido Revolucionario Institucional, siendo presidente del Frente Juvenil Revolucionario en Ures, así como delegado en diversos actos partidistas y consejero estatal en Sonora; profesionalmente ejerció como maestro de educación primaria y secundaria en diversas localidades del estado de Sonora entre las que se encuentran Yécora; miembro también del Sindicato Nacional de Trabajadores de la Educación (SNTE) fue secretario general de la D-I-23 y de la Sección 54 a partir de 2000, mismo año en también fue nombrado consejero del comité ejecutivo nacional del sindicato.
En 2003 fue elegido diputado federal por el II Distrito Electoral Federal de Sonora a la LIX Legislatura; al término de su periodo, en 2006 fue designado candidato a Senador suplente, siendo titular de la candidatura Alfonso Elías Serrano y quedando en segundo lugar de los resultados electorales, siendo por tanto electos como primera minoría; el mismo año el presidente municipal de Hermosillo, Ernesto Gándara Camou, lo nombró Director de Desarrollo Social del Ayuntamiento, permaneció en este cargo hasta el 20 de abril de 2008, al ser nombrado Secretario General del Partido Nueva Alianza, en el que pasó a militar.
El 23 de septiembre de 2008, Alfonso Elías Serrano recibió licencia para separarse de su cargo de senador para competir por la candidatura del PRI a Gobernador de Sonora, por lo cual Fermín Trujillo debía suplirlo en el cargo, sin embargo, esto significaría la pérdida por parte del PRI de un senador y el aumente de Nueva Alianza de 1 a 2 senadores, ante esto su asunción a la curul se fue retrasando, hasta finalmente ser llamado al cargo y protestar formalmente como senador el día 3 de diciembre del mismo año.
En el 2018 se postula para Diputado Local por el Distrito 18 (enlace roto disponible en Internet Archive; véase el historial, la primera versión y la última)..